# Pomasia euryopis
Pomasia euryopis là một loài bướm đêm trong họ Geometridae.